# Administrativní dělení Nového Zélandu
Nový Zéland se dělí v první úrovni členění dělí na 16 regionů (anglicky regions, maorsky porowini) a teritorium Chathamských ostrovů. Druhým stupněm jsou distrikty, kterých je celkem 67, přičemž 13 z nich jsou zároveň městy. Šest z nich zároveň tvoří region. Sedm distriktů se rozkládá na území dvou regionů a distrikt Taupo se rozkládá na území čtyř regionů. Centrálně mimo regiony a distrikty jsou spravovány také odlehlé Kermadekovy, Novozélandské subantarktické a Tříkrálové ostrovy.

## Členění

Novozélandské regiony a distrikty

| #  | ISO kód | Region               | Celé distrikty                                                                                        | Části distriktů                                |
| -- | ------- | -------------------- | --- | ---------------------------------------------- |
| 1  | NZ-NTL  | Northland            | Far North, Kaipara, Whangarei                                                                         | nejsou                                         |
| 2  | NZ-AUK  | Aucklandský region   | nečlení se na úrovní distriktů                                                                        | nečlení se na úrovní distriktů                 |
| 3  | NZ-WKO  | Waikato              | Hamilton, Hauraki, Matamata-Piako, Otorohanga, South Waikato, Thames-Coromandel, Waipa                | Rotorua, Taupo, Waitomo                        |
| 4  | NZ-BOP  | Bay of Plenty        | Kawerau, Opotiki, Tauranga, Western Bay of Plenty, Whakatane                                          | Rotorua, Taupo                                 |
| 5  | NZ-GIS  | Gisbornský region    | nečlení se na úrovní distriktů                                                                        | nečlení se na úrovní distriktů                 |
| 6  | NZ-HKB  | Hawke's Bay          | Central Hawke’s Bay, Hastings, Napier, Wairoa                                                         | Rangitikei, Taupo                              |
| 7  | NZ-TKI  | Taranaki             | New Plymouth, South Taranaki                                                                          | Stratford                                      |
| 8  | NZ-MWT  | Manawatu-Wanganui    | Manawatu, Palmerston North, Ruapehu, Wanganui                                                         | Rangitikei, Stratford, Tararua, Taupo, Waitomo |
| 9  | NZ-WGN  | Wellingtonský region | Carterton, Hutt, Kapiti, Masterton, Porirua, South Wairarapa, Upper Hutt, Wellington                  | Tararua                                        |
| 10 | NZ-TAS  | Tasman               | nečlení se na úrovní distriktů                                                                        | nečlení se na úrovní distriktů                 |
| 11 | NZ-NSN  | Nelsonský region     | nečlení se na úrovní distriktů                                                                        | nečlení se na úrovní distriktů                 |
| 12 | NZ-MBH  | Marlborough          | nečlení se na úrovní distriktů                                                                        | nečlení se na úrovní distriktů                 |
| 13 | NZ-WTC  | West Coast           | Buller, Grey, Westland                                                                                | nejsou                                         |
| 14 | NZ-CAN  | Canterbury           | Ashburton, Hurunui, Christchurch, Kaikoura, Mackenzie, Selwyn, Timaru, Waimakariri, Waimate, Westland | Waitaki                                        |
| 15 | NZ-OTA  | Otago                | Central Otago, Clutha, Dunedin, Queenstown-Lakes                                                      | Waitaki                                        |
| 16 | NZ-STL  | Southland            | Gore, Invercargill, Southland                                                                         | nejsou                                         |
|    | NZ-CIT  | Chathamské ostrovy   | nečlení se na úrovní distriktů                                                                        | nečlení se na úrovní distriktů                 |

## Odlehlá ostrovní území mimo systém regionů
| ostrovy                              | Anglicky                         |
| ------------------------------------ | -------------------------------- |
| Kermadekovy ostrovy                  | Kermadec Islands                 |
| Novozélandské subantarktické ostrovy | New Zealand Subantarctic Islands |
| Tříkrálové ostrovy                   | Three Kings Islands              |